# Paul Hey
Paul Hey (né à Munich le 1er octobre 1867 et mort à Gauting le 14 octobre 1952) est un peintre, dessinateur et illustrateur allemand.